# Zeche Waltrop
Die Zeche Waltrop war ein Steinkohlen-Bergwerk in Waltrop.

## Bergwerksgeschichte
Die Zeche entstand im Zusammenhang mit dem nach 1900 verstärkten Wettrüsten der europäischen Staaten. Das Königreich Preußen kaufte nach 1900 Grubenfelder im Ruhrgebiet, um Armee und Flotte mit Kohle und Koks zu versorgen. Die Königlich Preußische Berginspektion Waltrop und die Königlich Preußische Bergwerksdirektion Recklinghausen waren für Bau und Betrieb der Zeche und der dazugehörenden Wohnanlagen zuständig. Die Übertageanlagen plante der Architekt van de Sand. Als Gelände dienten die vormaligen Bauernhöfe Heilermann und Lehnemann. Der Lehnemannsche Hof wurde dabei im Zechenbetrieb als Bauhof und sein Stall für die Grubenpferde genutzt. Das Grubenfeld hatte untertage eine Fläche von 27 Quadratkilometern.
1903 wurden die beiden ersten Schächte abgeteuft. Schacht 1 hatte eine Teufe von 792 Metern und wurde für Seilfahrt, Förderung und zur Bewetterung (Einziehend) genutzt. Schacht 2 war der ausziehende Wetterschacht.
1905 wurde die Förderung aufgenommen und 1909 eine Kokerei errichtet. 1909 kam es zu einem schweren Wassereinbruch, der für fast vier Jahre die Kohleförderung stilllegte und die Belegschaft durch Entlassungen bis auf 300 Kumpel reduzierte. Erst nach Inbetriebnahme einer neuen Mammut-Pumpanlage konnten die beiden Schächte gesümpft und die Arbeit unter Tage wieder aufgenommen werden. 1914 hatte die Zeche dann wieder mehr als 1200 Beschäftigte. Weitere Reduzierungen der Fördermengen und Beschäftigtenzahl ergaben sich durch den Ersten Weltkrieg, die Ruhrbesetzung, den Kapp-Putsch und die Weltwirtschaftskrise Anfang der 1920er Jahre.
Die Anlage wurde bis 1926 von der jeweils zuständigen Bergwerksdirektion verwaltet. 1926 wurde sie wie andere staatliche Bergwerke Teil der neugegründeten Bergwerks-AG Recklinghausen. Diese wurde 1935 mit der seit 1917 staatlichen Hibernia AG zusammengelegt. 1939 erhielt Waltrop aufgrund der durch die Kumpel nebst ihren Angehörigen angewachsenen Bevölkerungszahl das Stadtrecht.
Im Zweiten Weltkrieg stieg die Kohleförderung rüstungsbedingt an, es kamen über 1.600 Fremd- und Zwangsarbeiter zum Einsatz. Gegen Kriegsende wurden die Tagesanlagen durch Bombenangriffe stark beschädigt, die Grube selbst entging nur knapp dem Absaufen.
1953 hatte die Zeche bereits über 2300 Kumpel, 1956 wurde Schacht 3 als Material- und Seilfahrtsschacht in den Rieselfeldern abgeteuft. 1957 erreichte die Zeche die höchste Anzahl an Mitarbeitern: 2817.
1964 war die Zeche Waltrop akut von der Stilllegung bedroht, die aber nach großem Protest der Bevölkerung abgewendet werden konnte, auch, weil die Stilllegung Waltrop besonders hart getroffen hätte, da sich Wachstum und Wohlstand der Stadt fast ausschließlich auf die Zeche gründeten.
1969 ging die Zeche in den Besitz der neuen Ruhrkohle AG als Konsolidierungsunternehmen der deutschen Steinkohleförderung über.
Die höchste Förderung wurde mit 1,13 Millionen Tonnen Kohle im Jahr 1974 erreicht. Damals arbeiteten 2021 Beschäftigte auf der Zeche Waltrop.
1978 erhielt Waltrop mit der benachbarten Zeche Minister Achenbach in Lünen-Brambauer eine gemeinsame Werksdirektion, bereits ein Jahr später wurde Waltrop am 29. Juni 1979 mit 1294 Beschäftigten stillgelegt.

## Nachnutzung

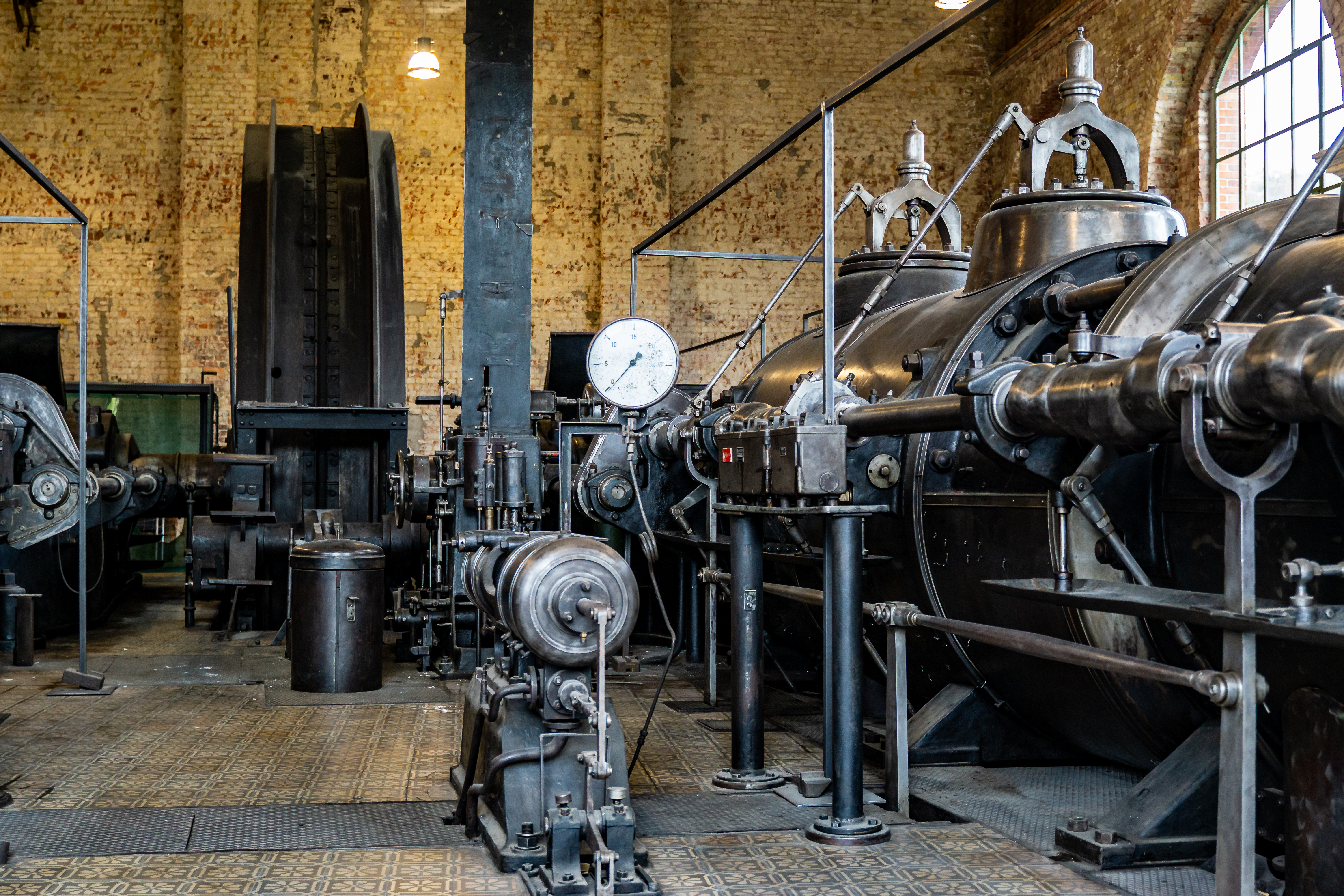
Fördermaschine mit Treibscheibe (links) und Nieder- und Hochdruckzylinder aus dem Jahre 1906

1984 erwarb die Landesentwicklungsgesellschaft NRW zunächst Gelände und Gebäude mit Mitteln des Grundstückfonds NRW. Neun der elf noch erhaltenen Gebäude wurden 1988 unter Denkmalschutz gestellt, neben der Zeche Zollverein das größte zusammenhängende Hallenensemble des Ruhrgebiets.
Im Rahmen der Internationalen Bauausstellung Emscher Park wurde das 38 Hektar große Gelände im Projekt Arbeiten im Park saniert. Die beiden Schächte wurden verfüllt und mit Protegohauben versehen, die Gleisanlagen, Kühltürme und Schornsteine vollständig zurückgebaut. Die Jugendstilfassaden der verbliebenen Gebäude wurden restauriert, neue Bauten mit ökologischen Grundsätzen als harmonische Ergänzung dazu gestellt. Zum Ende der IBA (1999) waren bereits alle Gewerbeobjekte verkauft, dazu gehörte das originale Pförtnerhaus mit der dahinter befindlichen, aus den 1950er Jahren stammenden Milchbar, die Schalter- und Zentralmaschinenhalle, weiter hinten die Lohnhalle mit angrenzender Schwarz- bzw. Weißkaue und der ehemalige Lokschuppen mit Verwaltungsgebäude. In der Fördermaschinenhalle 3/4 blieb eine Vierzylinder-Tandem-Fördermaschine mit einer auf Koepe-Scheibe umgebauten Bobine erhalten. Finanziert wurden die Arbeiten aus Zuwendungen des regionalen Wirtschaftsförderungsprogramms, Mitteln des Grundstücksfonds NRW und der Stadt Waltrop.
Das Außengelände wurde durch Wege, Plätze und Parkraum strukturiert und zum größten Teil begrünt, das Gleisbett als neue Zufahrtsstraße umgenutzt. Auf der angrenzenden Halde Brockenscheidt entstand im Mai 2000 der 20 Meter hohe Spurwerkturm des Künstlers Jan Bormann aus etwa 1000 Metern Spurlatten.
Von 2003 bis 2006 wurde der zweite Abschnitt des Geländes, die damals noch unter Bergaufsicht stehende, schadstoffbelastete Fläche der ehemaligen Kokerei für weitere Gewerbeansiedlungen erschlossen.
Alle Bauten des Geländes werden inzwischen gewerblich genutzt, unter anderem von den Firmen Manufactum und Hase Spezialräder, dazu von mittelständischen Handwerks- und Dienstleistungsbetrieben und Ingenieurbüros, sowie einer Galerie, deren Skulpturen auch im Außenbereich aufgestellt sind. Durch die etwa 40 Neuansiedlungen bietet das ehemalige Zechengelände inzwischen rund 350 Arbeitsplätze.

## Bilder

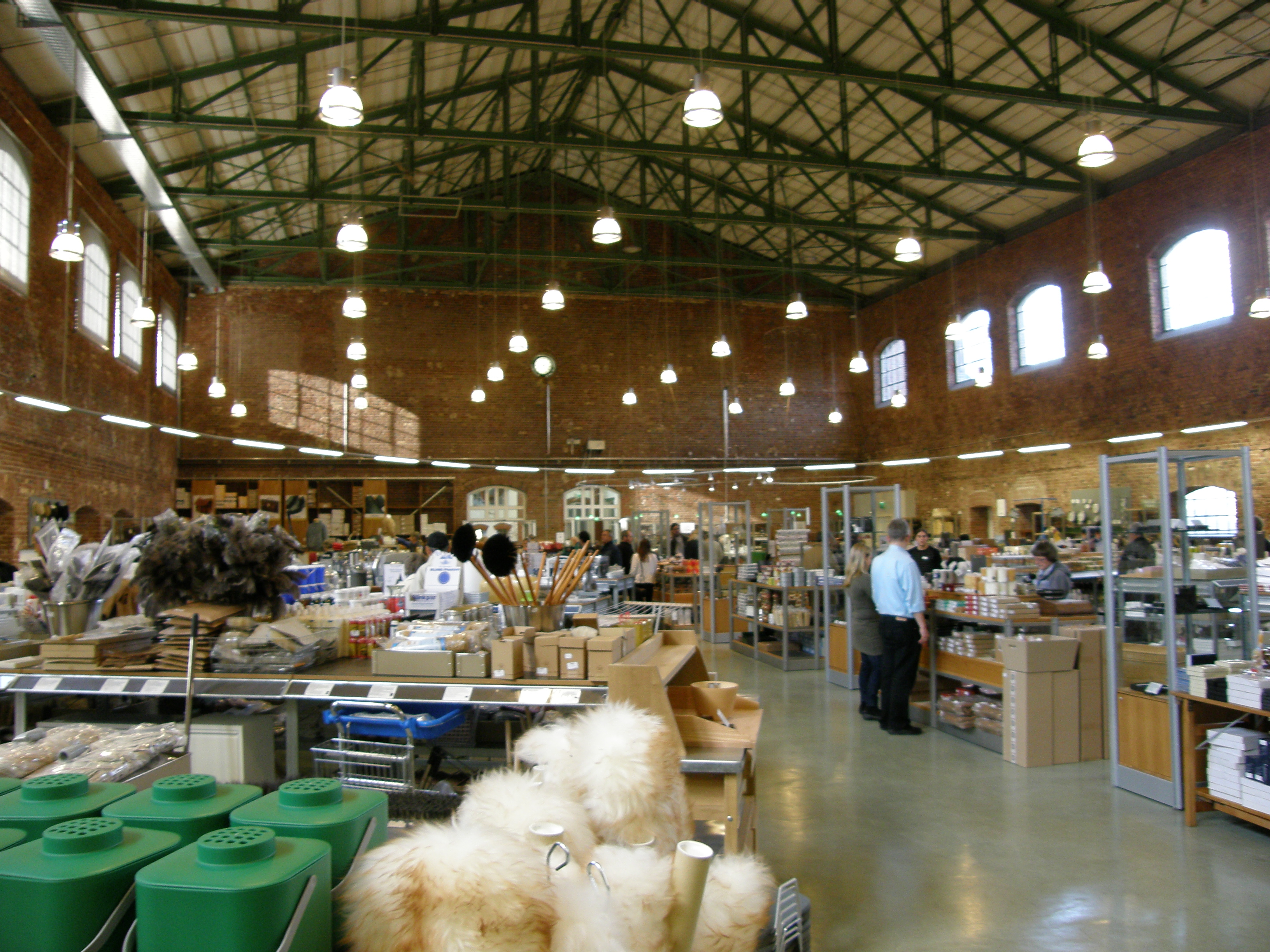
Umnutzung der Halle für den Einzelhandel (Manufactum)
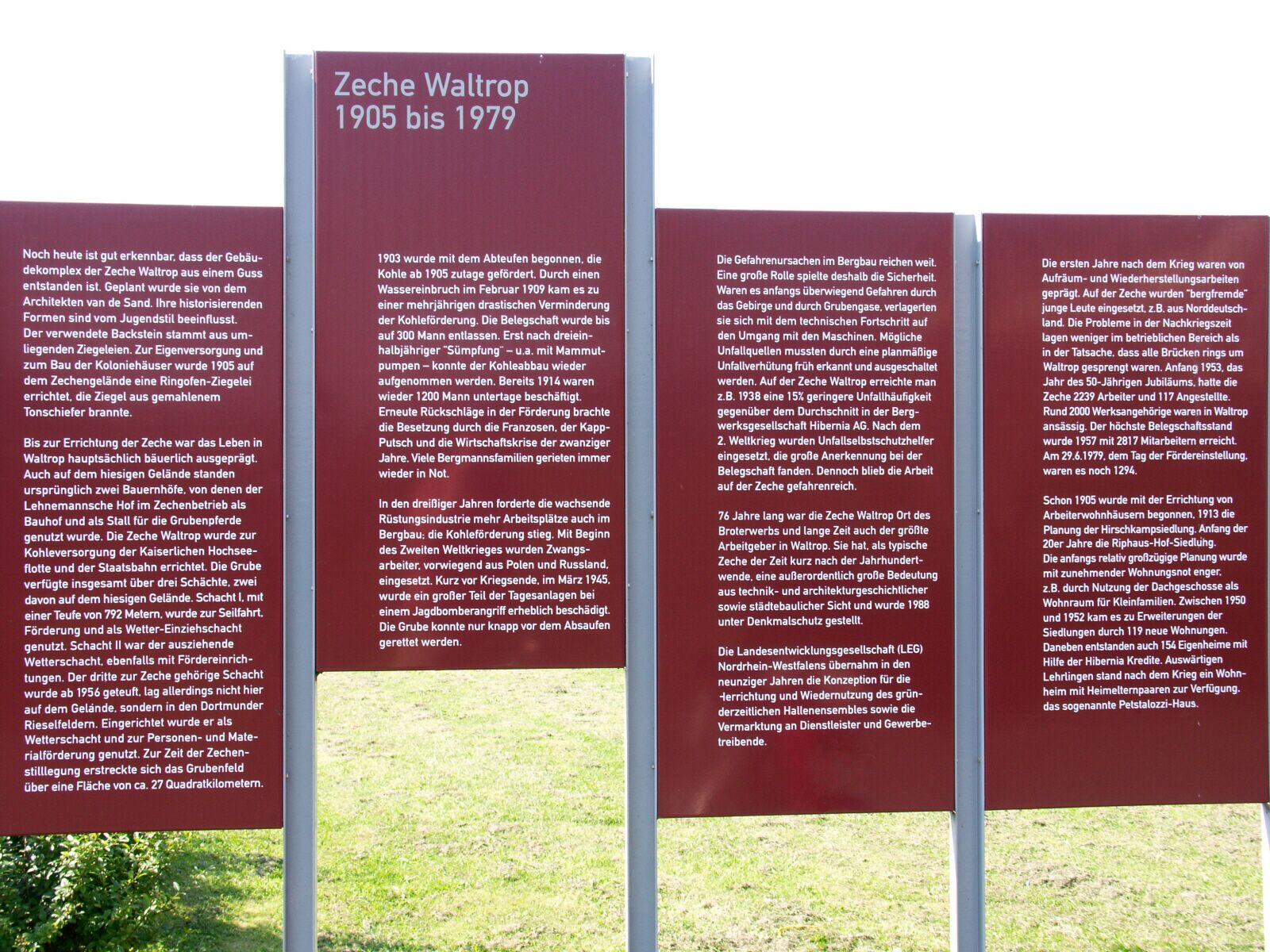
Informationstafeln
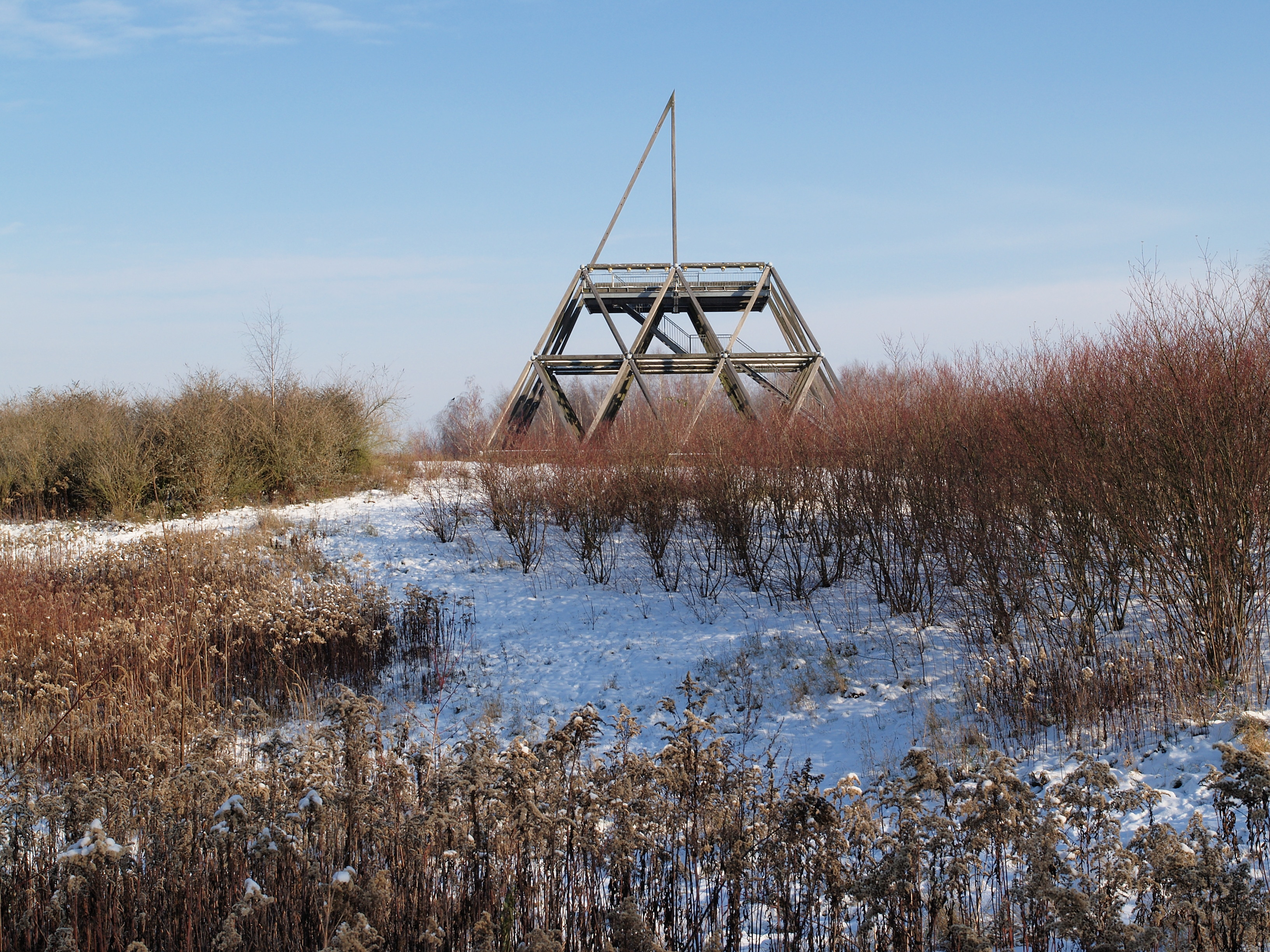
Halde Brockenscheidt mit…
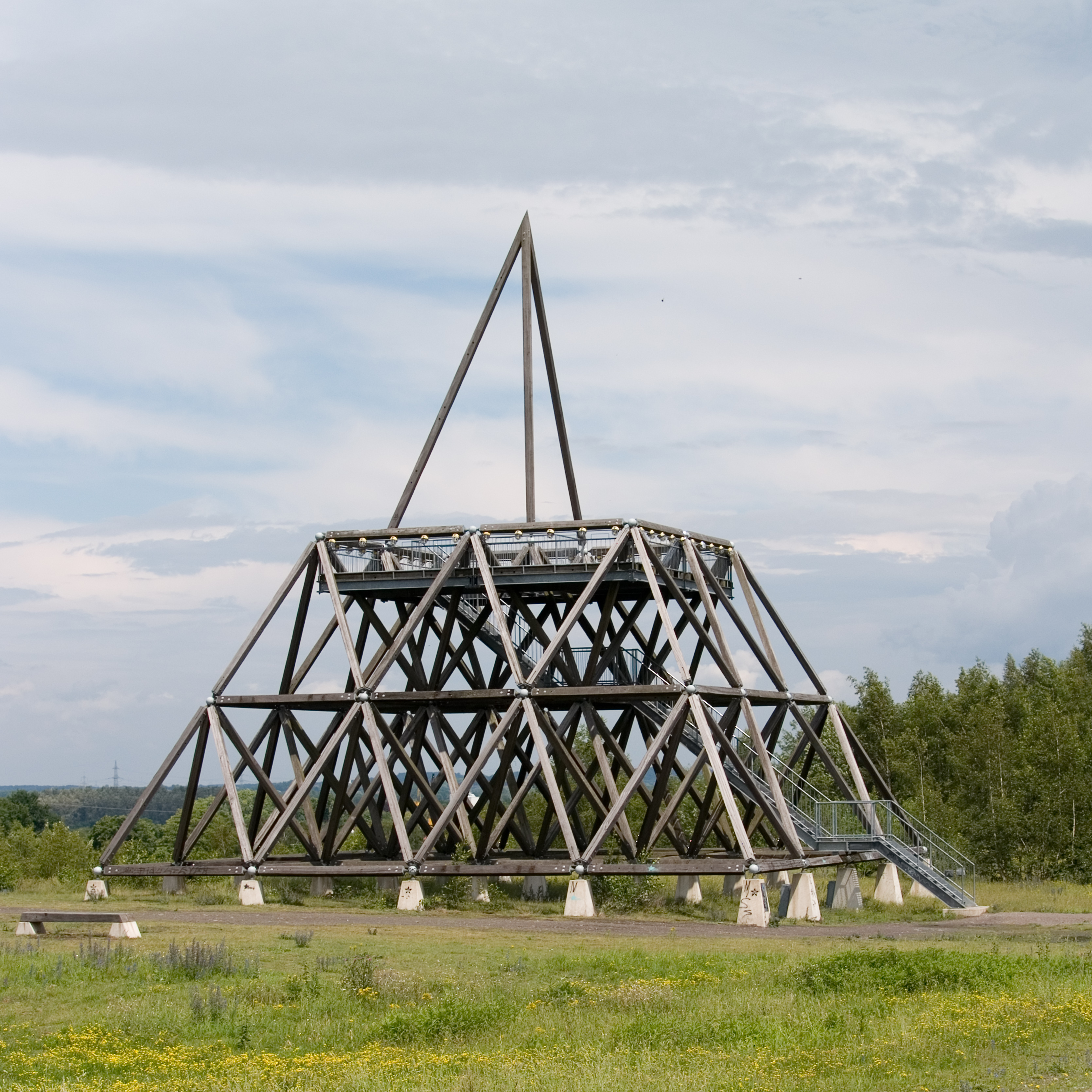
…Spurwerkturm aus Spurlatten
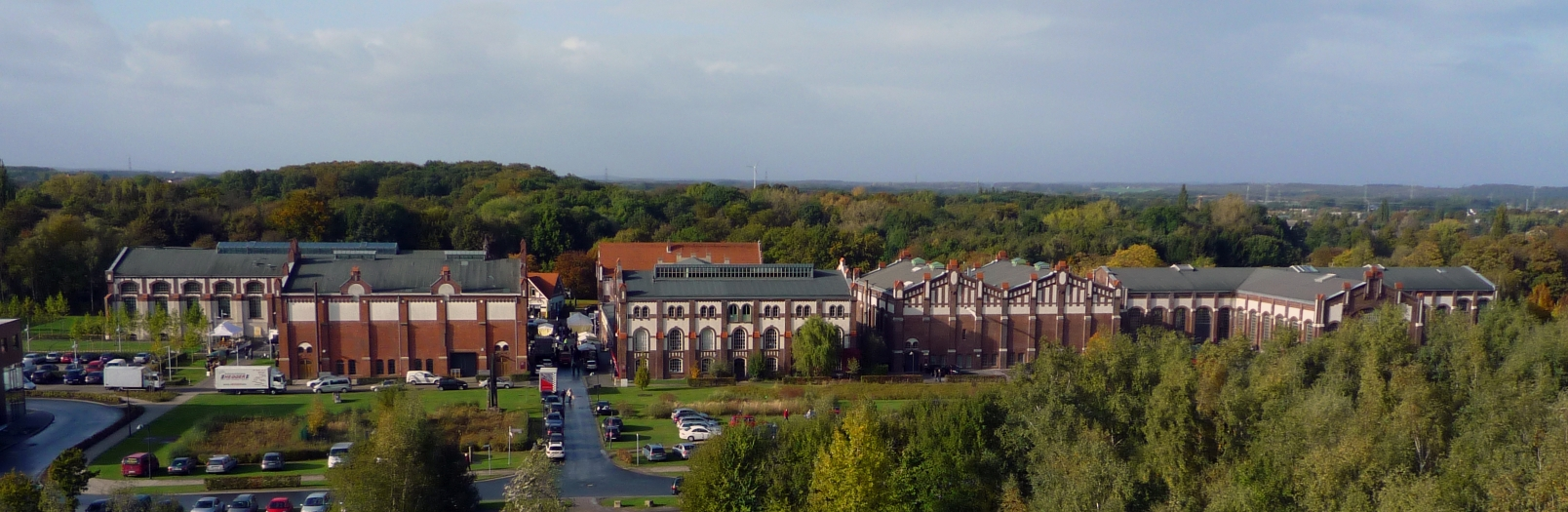
Geländeüberblick vom Spurwerkturm aus
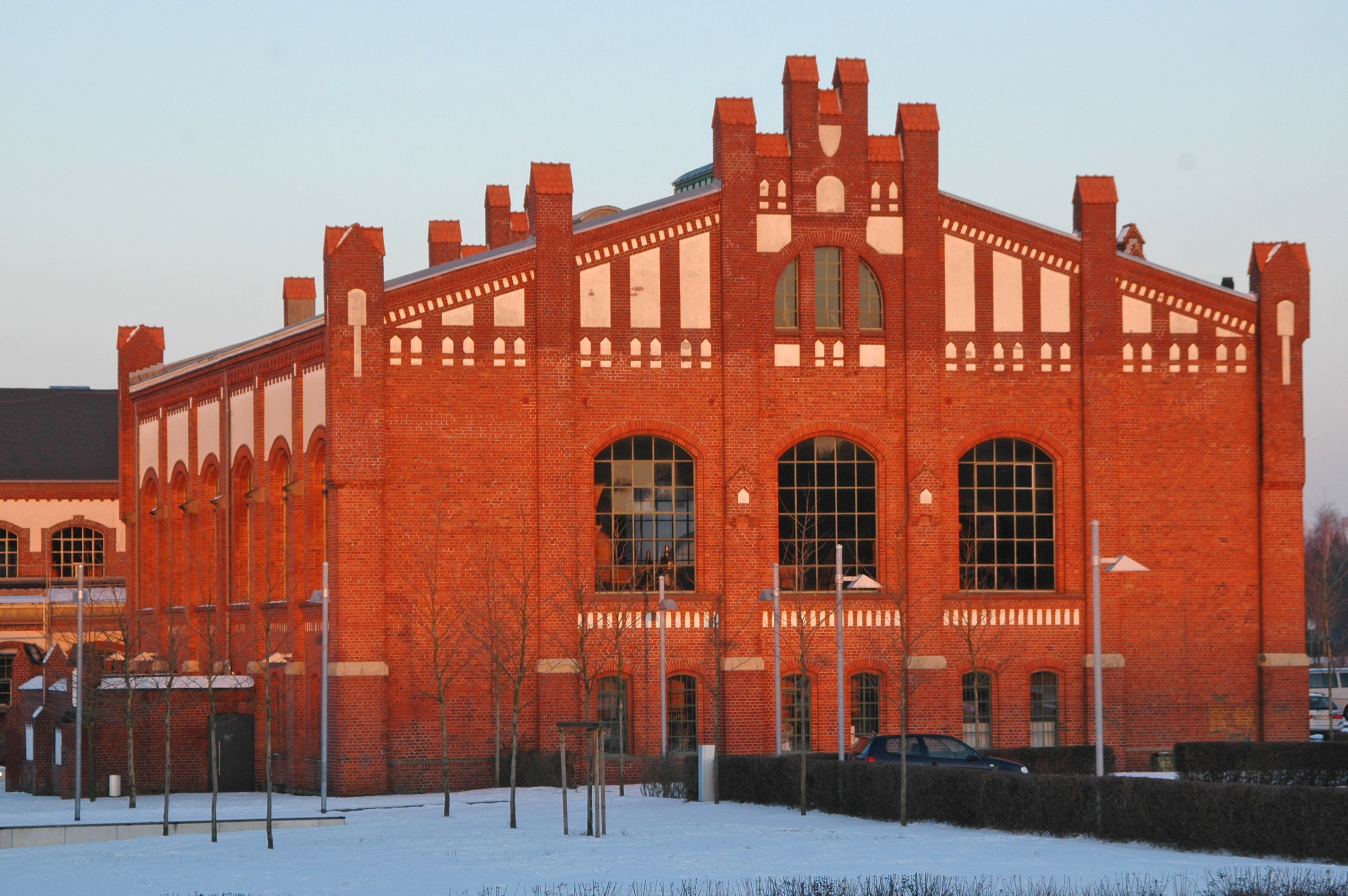
Fördermaschinen-gebäude von Westen